# Brajovići
Brajovići este un sat din comuna Danilovgrad, Muntenegru. Conform datelor de la recensământul din 2003, localitatea are 284 de locuitori (la recensământul din 1991 erau 140 de locuitori).

## Demografie
În satul Brajovići locuiesc 199 de persoane adulte, iar vârsta medie a populației este de 35,9 de ani (37,0 la bărbați și 35,0 la femei). În localitate sunt 80 de gospodării, iar numărul mediu de membri în gospodărie este de 3,55.
|  |

| Demografie | Demografie | Demografie |
| An         | Locuitori  | Locuitori  |
| ---------- | ---------- | ---------- |
|            |            |            |
|            |            |            |
|            |            |            |
|            |            |            |
| 1948       | 383        |            |
| 1953       | 270        |            |
| 1961       | 275        |            |
| 1971       | 252        |            |
| 1981       | 248        |            |
| 1991       | 140        | 140        |
| 2003       | 284        | 284        |

| \| Componența etnică conform recensământului din 2003[2] \| Componența etnică conform recensământului din 2003[2] \| Componența etnică conform recensământului din 2003[2] \| Componența etnică conform recensământului din 2003[2] \| Componența etnică conform recensământului din 2003[2] \| \| ----------------------------------------------------- \| ----------------------------------------------------- \| ----------------------------------------------------- \| ----------------------------------------------------- \| ----------------------------------------------------- \| \| \| \| \| \| \| \| Muntenegreni \| Muntenegreni \| \| 228 \| 80,28% \| \| Sârbi \| Sârbi \| \| 19 \| 6,69% \| \| Iugoslavi \| Iugoslavi \| \| 8 \| 2,81% \| \| Croați \| Croați \| \| 1 \| 0,35% \| \| Germani \| Germani \| \| 1 \| 0,35% \| \| necunoscută \| necunoscută \| \| 5 \| 1,76% \| |              |  |     |        |
| Componența etnică conform recensământului din 2003 |              |  |     |        |
| |              |  |     |        |
| Muntenegreni | Muntenegreni |  | 228 | 80,28% |
| Sârbi | Sârbi        |  | 19  | 6,69%  |
| Iugoslavi | Iugoslavi    |  | 8   | 2,81%  |
| Croați | Croați       |  | 1   | 0,35%  |
| Germani | Germani      |  | 1   | 0,35%  |
| necunoscută | necunoscută  |  | 5   | 1,76%  |